# 北朝鮮とウクライナの関係
北朝鮮とウクライナの関係（朝鮮語: 우크라이나-조선민주주의인민공화국 관계、ウクライナ語: Українсько-північнокорейські відносини）は、朝鮮民主主義人民共和国とウクライナの二国間関係である。 両国は1992年9月から国交があり、2022年7月、北朝鮮がドネツク人民共和国・ルガンスク人民共和国を承認した直後にウクライナは北朝鮮と国交を断絶した。

## 歴史
両国の関係は1990年代にさかのぼり、1992年9月1日に国交が樹立され、1998年に北朝鮮は在ウクライナ大使館を撤収している。
2017年、北朝鮮はクリミアをロシア領と認めた。 しかし、これは米政権が北朝鮮と交渉し、米朝関係が緩和している時期のことである。 ウクライナは強く反応しなかった。
2022年7月13日、ウクライナは北朝鮮が親ロ派地域ドネツク、ルガンスク両人民共和国を国家として承認を発表したことに反発し、北朝鮮と国交を断交した。また、ウクライナのゼレンスキー大統領はテレグラムで、北朝鮮の動きにも非常に強く対応するとの声明があった。
2024年1月頃から、ウクライナ領内に北朝鮮製短距離弾道ミサイル（KN-23）が撃ち込まれ始めた。また、同年10月4日、ウクライナの新聞がロシア占領下にあるドネツク周辺で北朝鮮人民軍の士官6人がミサイル攻撃で死亡したと報じた。
さらに、同年10月13日、ゼレンスキー大統領は、北朝鮮がロシア軍に武器を提供するだけでなく人員も派遣しているとの見解を示した（北朝鮮のロシア派兵）。同年11月4日、クルスク州に展開した北朝鮮兵がウクライナ軍と交戦したことが報道された。